# Chamaecrypta
Chamaecrypta, monotipski biljni rod iz porodice strupnikovki. Jedina vrsta je C. diasciifolia, jednogodišnja raslinja iz južnoafričke provincije Northern Cape. Kew je vodi kao izumrlu vrstu Vrsta je poznata jedino iz Schlechterove zbirke iz 1897. s strmine Bokkeveld. Ne zna se dovoljno o rasprostranjenosti, specifičnom staništu ili statusu populacije ove vrste da bi se odredio njezin status.
Rod je opisan 1942. u Notizbl. Bot. Gart. Berlin-Dahlem 15: 787. 